# 上野愛咲美
上野 愛咲美（うえの あさみ、2001年10月26日 - ）は、日本棋院東京本院所属の囲碁棋士である。六段。東京都中野区出身。藤澤一就八段門下。N高等学校卒業。
国際女流棋戦での2度の優勝、最年少での女流グランドスラムなどのほか、男性を含む全棋士出場のタイトル戦の決勝に女流棋士として史上初めて進出（第28期竜星戦準優勝）、本因坊戦（第80期）で七大タイトル本戦ベスト4進出（女流棋士初）、男女混合の若手棋戦である若鯉戦で連覇（第16・17期）、同じく男女混合の若手棋戦である新人王戦（第48期）で女性初の優勝など、女流棋士の枠にとどまらず多数の実績を持つ。
女流棋聖のタイトルを獲得した上野梨紗（2019年4月入段）は実妹。

## 経歴
宮崎県宮崎市に住む囲碁アマチュア有段者の祖父から勧められたのをきっかけに、4歳で囲碁を始めた。その後、5歳のときから後に師匠となる藤澤一就が主宰する新宿こども囲碁教室に通い出した。教室でも頭角を現し、小学2年生時に日本棋院東京本院の院生となった。
2014年2月の女流棋士採用試験は本戦5勝3敗で4位、2015年2月の同試験は本戦6勝2敗の2位。2015年11月、男女混合の冬季棋士採用試験本戦において最終戦を前に上野、広瀬優一、大表拓都の三者が11勝3敗で並び、最終戦の対大表戦は勝った方が入段が確定するという状況になったが、ここで敗れて1勝差で合格を逃した（入段者は広瀬と大表）。2016年2月の女流棋士採用試験本戦では8勝1敗で首位となり試験を突破、4月に14歳で入段した。
2018年1月、第21期女流棋聖戦で挑戦手合に進出し、5連覇を達成していた謝依旻を2勝0敗で下し、自身初タイトルを獲得した。16歳3か月での女流棋聖獲得は当時史上最年少で、女流棋戦全体でも藤沢里菜の第1回会津中央病院杯優勝（2014年、15歳9か月）に次ぐ当時2番目の年少記録であった。これらの活躍により、第52回棋道賞新人賞を受賞した。
2019年1月、第22期女流棋聖戦の挑戦手合三番勝負でも、挑戦者藤沢里菜を相手に連勝して防衛を果たした。
また、2019年の第28期竜星戦では、本戦で4連勝を記録し決勝トーナメントに進出。決勝トーナメントでは、高尾紳路九段・村川大介十段・許家元八段と強豪を次々と撃破し決勝戦に進出。女流棋士が公式戦で七大タイトル保持者に勝利したのは2002年に第50回NHK杯で小林泉美女流本因坊が羽根直樹天元を破って以来で、全棋士に出場資格のある棋戦での女流棋士の過去最高成績（ベスト8 ）も大きく更新した。9月16日、勝ち星対象棋戦通算40勝により三段に昇段。9月23日の竜星戦決勝戦では一力遼竜星と対戦。一時は検討していた棋士により上野の勝利が確実であるという声も上がったというが、殺したかに思えた一力の大石に欠け眼生きによる生還を許し、敗退。日本囲碁界史上初の一般棋戦における女流棋士の優勝はならなかったが、史上最高記録となる準優勝を達成した。
同2019年11月、第38期女流本因坊戦の挑戦手合五番勝負では、藤沢里菜女流本因坊を3勝1敗で破り自身初の女流本因坊位を獲得。2019年の通算成績は44勝25敗で、前年の2018年に藤沢里菜が挙げた43勝（23敗）を上回り、日本棋院の女流棋士の年間最多勝記録を更新した。
2020年2月、第23期女流棋聖戦の挑戦手合三番勝負で挑戦者鈴木歩七段に1勝2敗で敗れ失冠し、一冠に後退するも、同年9月の第5回扇興杯女流囲碁最強戦決勝で謝依旻六段を破り優勝し二冠に復した。ネット対局で行なわれた第3回呉清源杯世界女子囲碁選手権2回戦では、女流で世界最強クラスの崔精九段に白番1目半勝ちする金星を挙げたが、準々決勝で王晨星五段に敗れた。同年11月、第39期女流本因坊戦の挑戦手合五番勝負で藤沢里菜女流名人に2勝3敗で敗れ再び一冠に後退した。12月には第47期天元戦予選A決勝で秋山次郎九段に勝利し、自身初、女性では11人目の七大タイトル戦本戦出場を決めた。
2021年2月に行われた天元戦本戦1回戦では柳時熏九段に敗れ、女性で2人目となる七大タイトル戦の本戦勝利はならなかった。同月、第24期女流棋聖戦の挑戦手合三番勝負で鈴木歩女流棋聖を2勝1敗で破り二冠に復した。第32期女流名人戦、第8期女流立葵杯では続けて藤沢里菜女流四冠への挑戦権を得たものの、いずれも連敗に終わり藤沢の牙城を崩すことはできなかった。更に、同年9月に行われた第6回扇興杯女流囲碁最強戦決勝でも藤沢里菜女流本因坊に敗れ再び一冠に後退。第46期新人王戦では女流棋士としては1997年の青木喜久代以来となる決勝戦に進出。外柳是聞三段との決勝三番勝負に臨んだが、10月15日、1勝2敗で敗れ女流棋士としては初となる新人王戦優勝は成らなかった。しかしながら、11月の若鯉戦では決勝で西健伸五段を破り優勝。男女混合棋戦で女流棋士での優勝は前年同大会の藤沢里菜に続き2人目であった。また同年には年間54勝（25敗）をマークし年間最多勝を挙げる。女流棋士が最多勝を挙げたのは史上初。この中には女流棋戦での戦績も含まれるが、男女混合棋戦に限っても35勝15敗の好成績だった。
2022年1月、第25期女流棋聖戦では3年連続で鈴木歩七段との対戦となったが、2勝0敗でタイトル防衛。4月のSENKO CUPワールド碁女流最強戦では、1回戦で大会3連覇中だった中国の於之瑩七段を破ったのに始まり、準決勝で藤沢里菜五段、決勝で中華台北の盧鈺樺四段に勝利して優勝。女流の国際棋戦ではこれまで決勝に進出したこともなかった日本勢として、史上初の優勝となった。第78期本因坊戦では最終予選まで進出したが、初戦で彦坂直人九段に中押負けを喫し敗退。6月には、三度目の挑戦で藤沢里菜女流三冠を2勝1敗で下し、第9期女流立葵杯を獲得した。第7回扇興杯では本戦ベスト4、第41期女流本因坊戦では藤沢への挑戦権を得たものの0勝3敗に終わった。第17回若鯉戦では前年に続き優勝、同棋戦では史上初となる連覇を達成した。
2023年2月、第26期女流棋聖戦挑戦手合三番勝負では、挑戦者仲邑菫三段に1勝2敗で敗れ失冠。一方で女流名人リーグでは全勝で2期ぶりに藤沢への挑戦権を得て、第34期女流名人戦で藤沢にストレートの2勝でタイトルを奪取。初の女流名人を獲得した。これで上野はテイケイ杯女流レジェンド以外の女流タイトル「棋聖・名人・本因坊・立葵杯・扇興杯」5つのタイトルを1期以上獲得し、現在の女流タイトルでは史上2人目となるグランドスラムを達成した。同年7月3日の第49期名人戦予選Bの勝利で五段に昇段。第48期新人王戦では2年ぶりに決勝三番勝負に進出。決勝三番勝負では姚智騰に連勝し女流棋士初の新人王を制した。
2024年度の第79期本因坊戦では最終予選で謝依旻を破り本戦進出。本戦1回戦で井山王座と激突するも敗退。第50期天元戦では、本戦1回戦で河野臨九段を破り、藤沢里菜に続き女性棋士2人目となる七大タイトル戦の本戦勝利を果たす。国際棋戦にも強く、男女混合の第2回衢州爛柯杯世界囲碁オープン戦では2回戦で謝爾豪を破りベスト16、第10回黄竜士杯世界女子囲碁選手権で2位、第7回呉清源杯世界女子囲碁選手権で優勝し、国際棋戦2度目の制覇。
2025年度の第80期本因坊戦では2回戦で村川大介を破り準決勝進出。女流棋士として初めて本戦ベスト4入りを果たすが、準決勝で孫喆に敗れる。第36期女流名人戦では藤沢にストレートの2勝で復冠。

## 人物・エピソード
- 相手の大石を容赦なく仕留める攻撃的な棋風で知られ、「ハンマーを振り回すような碁」と称される[42]。早碁は得意であると語っており[19]、準優勝した竜星戦や通算4期獲得の女流棋聖戦、優勝2回の若鯉戦はいずれも早碁棋戦である。
- 竜星戦は通常「囲碁・将棋チャンネル」にて事前に収録された対局が放送されるが、第28期では上野の準決勝進出という快挙を受けて、準決勝並びに決勝戦は異例の生放送で対局が行われた[43]。対局は午後8時からと通常より遅い時間から開始され、頭が回らないと感じた上野は決勝戦前には妹の梨紗と鬼ごっこをして体を動かしたという[43]。
- 竜星戦での活躍を受け、2019年10月11日には日本記者クラブで記者会見を行った。女流棋士の同クラブでの会見は囲碁・将棋を通じて初であり、また17歳での会見は、女子プロゴルファーの渋野日向子の20歳を塗り替えて記者クラブ史上最年少となった[44]。
- 対局日の朝、縄跳びを777回跳ぶというルーティンを持っている[45][46]。777回という数字は験を担いだもので[45]、第28期竜星戦での自身の碁の出来栄えについても「77点です。ラッキーセブンなので」と答えている[47]。
- 2022年の第34期女流名人戦では、本戦リーグで妹の梨紗とのプロ入り後初対局が実現。結果は姉・愛咲美の勝利となり威厳を示したが、対局後は「また当たったら大変だと思いました」とも語った[48]。
- コンピュータ囲碁に詳しくAWSに研究環境を構築するマニュアルを配布している[49]。

## 棋戦決勝進出結果
| 男女混合棋戦 / 国際棋戦 |

|        | 数 | 棋戦                 | 期・回 | 対局日     | 相手               |     |
| ------ | -- | -------------------- | ------ | ---------- | ------------------ | --- |
| 奪取   | 1  | 女流棋聖戦           | 21期   | 2018年1月  | 謝依旻女流二冠     | 2-0 |
| 防衛   | 2  | 女流棋聖戦           | 22期   | 2019年1月  | 藤沢里菜女流三冠   | 2-0 |
| 挑戦   |    | 女流立葵杯           | 34期   | 2019年6月  | 藤沢里菜女流三冠   | 0-2 |
| 奪取   | 3  | 女流本因坊戦         | 35期   | 2019年11月 | 藤沢里菜女流四冠   | 3-1 |
| 準優勝 |    | 竜星戦               | 28回   | 2019年12月 | 一力遼竜星         | 0-1 |
| 失冠   |    | 女流棋聖戦           | 23期   | 2020年2月  | 鈴木歩七段         | 1-2 |
| 優勝   | 4  | 扇興杯女流囲碁最強戦 | 5回    | 2020年9月  | 謝依旻六段         | 1-0 |
| 準優勝 |    | 博多・カマチ杯       | 1回    | 2020年10月 | 藤沢里菜女流二冠   | 0-1 |
| 失冠   |    | 女流本因坊戦         | 36期   | 2020年11月 | 藤沢里菜女流三冠   | 2-3 |
| 奪取   | 5  | 女流棋聖戦           | 24期   | 2021年2月  | 鈴木歩女流棋聖     | 2-1 |
| 挑戦   |    | 女流名人戦           | 30期   | 2021年3月  | 藤沢里菜女流三冠   | 0-2 |
| 挑戦   |    | 女流立葵杯           | 8期    | 2021年6月  | 藤沢里菜女流四冠   | 0-2 |
| 準優勝 |    | 扇興杯女流囲碁最強戦 | 6期    | 2021年9月  | 藤沢里菜女流四冠   | 0-1 |
| 準優勝 |    | 新人王戦             | 46期   | 2021年10月 | 外柳是聞三段       | 0-1 |
| 優勝   | 6  | 広島アルミ杯若鯉戦   | 16回   | 2021年11月 | 西健伸五段         | 1-0 |
| 防衛   | 7  | 女流棋聖戦           | 25期   | 2022年1月  | 鈴木歩七段         | 2-0 |
| 優勝   | 8  | SENKO CUP            | 4回    | 2022年4月  | 盧鈺樺（中華台北） | 1-0 |
| 奪取   | 9  | 女流立葵杯           | 9期    | 2022年6月  | 藤沢里菜女流四冠   | 2-1 |
| 挑戦   |    | 女流本因坊戦         | 38期   | 2022年11月 | 藤沢里菜女流二冠   | 2-3 |
| 優勝   | 10 | 広島アルミ杯若鯉戦   | 17回   | 2022年11月 | 小池芳弘七段       | 1-0 |
| 失冠   |    | 女流棋聖戦           | 26期   | 2023年1月  | 仲邑菫三段         | 0-2 |
| 奪取   | 11 | 女流名人戦           | 32期   | 2023年3月  | 藤沢里菜女流二冠   | 2-0 |
| 防衛   | 12 | 女流立葵杯           | 10期   | 2023年6月  | 藤沢里菜女流本因坊 | 2-1 |
| 準優勝 |    | 扇興杯女流囲碁最強戦 | 8回    | 2023年7月  | 牛栄子四段         | 0-1 |
| 優勝   | 13 | 新人王戦             | 48期   | 2023年10月 | 姚智騰六段         | 1-0 |
| 失冠   |    | 女流名人戦           | 35期   | 2024年3月  | 藤沢里菜女流本因坊 | 0-2 |
| 防衛   | 14 | 女流立葵杯           | 11期   | 2024年6月  | 向井千瑛六段       | 2-0 |
| 準優勝 |    | 扇興杯女流囲碁最強戦 | 9回    | 2024年7月  | 藤沢里菜女流二冠   | 0-1 |
| 優勝   | 15 | 呉清源杯             | 7回    | 2024年12月 | 唐嘉雯（中国）     | 2–1 |
| 奪取   | 16 | 女流名人戦           | 36期   | 2025年4月  | 藤沢里菜女流三冠   | 2–0 |
| 防衛   | 17 | 女流立葵杯           | 12期   | 2025年6月  | 藤沢里菜女流二冠   | 2–1 |

## 獲得タイトル
色付きは現在在位。登場は挑戦手合出場か決勝進出。
他の棋士との比較は、囲碁の女流タイトル在位者一覧を参照。
| タイトル              | 番勝負           | 獲得年度       | 登場 | 獲得期数 | 連覇 |
| 女流本因坊            | 五番勝負 10‐11月 | 2019           | 3    | 1期      |      |
| 女流名人              | 三番勝負 4月     | 2023・25       | 4    | 2期      |      |
| 女流立葵杯            | 三番勝負 6月     | 2022-25        | 6    | 4期      | 4    |
| 女流棋聖              | 三番勝負 1-2月   | 2018-19・20-21 | 6    | 4期      | 2    |
| 扇興杯                | 決勝一番 7月     | 2020           | 4    | 1期      |      |
| 獲得合計17期＝歴代3位 |                  |                |      |          |      |

- 広島アルミ杯・若鯉戦 2期（第16-17回／2021・2022）
- SENKO CUPワールド碁女流最強戦 1期（第4回／2022）
- 新人王戦 1期（第48期／2023）
- 呉清源杯世界女子囲碁選手権 1期（第7回／2024）

### 非公式戦
- 女流秀策杯 2回（2018年・第7回／2019年・第8回）

### 団体戦
- アジア競技大会・囲碁女子団体戦（日本チームとして）銅メダル（2023年・第19回）

## 受賞歴
- 2018年 棋道賞新人賞[15]
- 2019年 棋道賞女流賞[50]
- 2021年 棋道賞最多勝利賞・最多対局賞[51]
- 2022年 棋道賞国際賞・最多勝利賞・最多対局賞[52]、秀哉賞
- 2023年 棋道賞女流賞
- 2024年 棋道賞国際賞

## 昇段履歴
- 2016年4月 入段
- 2018年1月1日 二段（2017年の賞金ランキングによる）[53]
- 2019年9月16日 三段（勝数規定）[21]
- 2021年1月1日 四段（2020年の賞金ランキングによる）[54]
- 2023年7月4日 五段（勝数規定）

## 年表
| - タイトル戦の欄の氏名は対戦相手。うち、色付きのマス目は獲得(奪取または防衛、あるいは優勝)。青色は挑戦者または失冠、あるいは準優勝。黄色はリーグ入り。 - 棋道賞は、最優 : 最優秀棋士賞、 優秀 : 優秀棋士賞、 特別 : 特別賞、勝率 : 勝率一位賞、 勝利 : 最多勝利賞、 対局 : 最多対局賞、 連勝 : 連勝賞、国際 : 国際賞、 新人 : 新人賞、 女流 : 女流賞、秀哉 : 秀哉賞 - 賞金&対局料は、年度区切りではなく1月 - 12月の集計。単位は万円。緑は女流棋士1位。 - 女流〇冠及びタイトル〇冠は、各年間内で最大保持数時のタイトル数（三冠以上） |

|       | 女流棋聖      | 女流名人    | 女流立葵杯   | 扇興杯       | 女流本因坊     | 他棋戦 (非公式戦) | 棋道賞              | 賞金 対局料 | 備考                  |
| ----- | ------------- | ----------- | ------------ | ------------ | -------------- | ----------------- | ------------------- | ----------- | --------------------- |
| 1-2月 | 3月           | 6月         | 7月          | 10‐11月      |                | 他棋戦 (非公式戦) | 棋道賞              | 賞金 対局料 | 備考                  |
| 2017  | 本戦 1回戦    | （未参加）  | 予選2回戦    | 本戦 1回戦   | 予選2回戦      |                   |                     |             |                       |
| 2018  | 謝依旻 oo     | 本戦 1回戦  | 予選3回戦    | 本戦 ベスト4 | 本戦 決勝進出  | (女流秀策杯)      | 新人                |             |                       |
| 2019  | 藤沢里菜 oo   | 予選2回戦   | 藤沢里菜 xx  | 本戦 ベスト4 | 藤沢里菜 xooo  | (女流秀策杯)      | 女流                | 2077 (9位)  |                       |
| 2020  | 鈴木歩 xox    | （休止）    | 本戦 1回戦   | 謝依旻 o     | 藤沢里菜 xooxx | [ 注 6 ]          |                     | 1754 (8位)  |                       |
| 2021  | 鈴木歩 xoo    | 藤沢里菜 xx | 藤沢里菜 xx  | 藤沢里菜 x   | 本戦 ベスト4   | 若鯉戦            | 勝利 対局           | 2350 (6位)  |                       |
| 2022  | 鈴木歩 oo     | リーグ 2位  | 藤沢里菜 oxo | 本戦 ベスト4 | 藤沢里菜 xxx   | SENKO杯 若鯉戦    | 国際 勝利 対局 秀哉 | 2874 (5位)  | 女流三冠 タイトル四冠 |
| 2023  | 仲邑菫 oxx    | 藤沢里菜 oo | 藤沢里菜 xoo | 牛栄子 x     | 本戦 ベスト8   | 新人王            | 女流                | 2837 (4位)  | タイトル三冠          |
| 2024  | 本戦 決勝進出 | 藤沢里菜 xx | 向井千瑛 oo  | 藤沢里菜 x   | 本戦 ベスト4   | 呉清源杯          | 国際                | 2040 (5位)  |                       |
| 2025  | 本戦 決勝進出 | 藤沢里菜 oo | 藤沢里菜 oxo | 本戦         | 本戦           |                   |                     |             |                       |

## 出演
- 囲碁フォーカス「取れると楽しい！上野愛咲美のハンマーパンチ」（2021年4月 - 7月、NHK Eテレ）講師